# Marie Klinckowström
Marie Françisca Emilia Klinckowström, född de Labensky den 17 juni 1832, död den 6 oktober 1907 på Ekerö, var en svensk friherrinna och donator. 
Marie Klinckowströms far var katolik av polskadlig familj; modern hade baltiskt-engelskt påbrå. Familjen var mycket förmögen. Marie var som ung hovfröken hos ryska kejsarinnorna Alexandra Feodorovna och Maria Alexandrovna och gifte sig 1863 med svensken Rudolf Klinckowström. Med hennes pengar köptes godset och slottet Stafsund på Ekerö utanför Stockholm. De fick sonen Axel Klinckowström. 
Marie Klinckowström konverterade 1877 till katolicismen och blev en av den katolska kyrkans största välgörare i Sverige i modern tid. Efter makens död 1902 lät hon bygga Marielund på Ekerö (idag stiftsgård). Hon begravdes på den lilla Mariaön utanför Marieudd på Ekerö, där det även står ett litet kapell. Sommaren 2011 flyttades hennes kvarlevor till en grav på Katolska kyrkogården i Stockholm. Detta sedan gravplatsen på Mariaön vandaliserats. I sitt testamente donerade hon Marielund, Mariaön och ett stort kapital till katolska kyrkan i Sverige (genom dåvarande katolske biskopen Albert Bitter).  